# Kalliapseudes gobinae
Kalliapseudes gobinae is een naaldkreeftjessoort uit de familie van de Kalliapseudidae. De wetenschappelijke naam van de soort is voor het eerst geldig gepubliceerd in 1998 door Bamber.